# Saunibius moyseyi
Saunibius moyseyi es una especie de coleóptero de la familia Silvanidae.

## Distribución geográfica
Habita en Sudán.